# Saison 1 de Being Human : La Confrérie de l'étrange
Chronologie
Saison 2
Cet article présente les six épisodes de la première saison de la série télévisée britannique Being Human : La Confrérie de l'étrange (Being Human).

## Synopsis
L'histoire suit trois colocataires dans la trentaine qui tentent de vivre une vie normale bien qu'ils aient chacun quelque chose de particulier : il y a George qui est un loup-garou, Mitchell un vampire et Annie un fantôme.

## Distribution

### Acteurs principaux
- Lenora Crichlow (V. F. : Agnès Manoury) : Anna « Annie » Clare Sawyer
- Russell Tovey (V. F. : Jean-Marco Montalto) : George Sands
- Aidan Turner (V. F. : Frédéric Popovic) : John Mitchell

### Acteurs récurrents
- Sinead Keenan (V. F. : Isabelle Volpe) : Nina Pickering
- Jason Watkins (V. F. : Philippe Sollier) : William Herrick
- Annabel Scholey (V. F. : Marie Chevalot) : Lauren
- Gregg Chillin (V. F. : Charles Borg) : Owen
- Dylan Brown (V. F. : Nicolas Beaucaire) : Seth
- Sama Goldie (V. F. : Marie Chevalot) : Janey
- Clare Higgins (V. F. : Nathalie Homs) : Josie Hunter
- Dean Lennox Kelly (en) (V. F. : Emmanuel Gradi) : Lee Tully
- Mykola Allen : Bernie
- Alex Price : Gilbert
- Rebecca Cooper : Cara

## Liste des épisodes

### Épisode 1:L'Appel du sang
- Royaume-Uni : 25 janvier 2009 sur BBC Three
- France : 7 novembre 2009 sur Orange Cinénovo
- Québec : 8 avril 2010 sur Radio-Canada

- Royaume-Uni : 1,09 million de téléspectateurs (première diffusion)

- Dean Lennox Kelly (Tully)
- Nathalie Armin (Eleanor)
- Dylan Brown (Seth)
- Jason Watkins (Herrick)
- Claire Foy (Julia)
- Annabel Scholey (Lauren))

### Épisode 2:L'Apprentissage de George
- Royaume-Uni : 1er février 2009 sur BBC Three
- France : 7 novembre 2009 sur Orange Cinénovo
- Québec : 15 avril 2010 sur Radio-Canada

- Royaume-Uni : 974 000 téléspectateurs (première diffusion)

- Dean Lennox Kelly (Tully)
- Annabel Scholey (Lauren))

### Épisode 3:Pour le meilleur et pour le pire
- Royaume-Uni : 8 février 2009 sur BBC Three
- France : 14 novembre 2009 sur Orange Cinénovo
- Québec : 22 avril 2010 sur Radio-Canada

- Royaume-Uni : 815 000 téléspectateurs (première diffusion)

- Annabel Scholey (Lauren)
- Sinead Keenan (Nina))

### Épisode 4:Retour au bercail
- Royaume-Uni : 15 février 2009 sur BBC Three
- France : 14 novembre 2009 sur Orange Cinénovo
- Québec : 29 avril 2010 sur Radio-Canada

- Royaume-Uni : 815 000 téléspectateurs (première diffusion)

- Sinead Keenan (Nina)
- Jason Watkins (Herrick)
- Gregg Chillin (Owen)
- Annabel Scholey (Lauren))

### Épisode 5:La Révolution en marche
- Royaume-Uni : 22 février 2009 sur BBC Three
- France : 21 novembre 2009 sur Orange Cinénovo
- Québec : 6 mai 2010 sur Radio-Canada

- Royaume-Uni : 797 000 téléspectateurs (première diffusion)

- Sinead Keenan (Nina)
- Jason Watkins (Herrick)
- Gregg Chillin (Owen)
- Annabel Scholey (Lauren))

### Épisode 6:L'Ultime Combat
- Royaume-Uni : 1er mars 2009 sur BBC Three
- France : 21 novembre 2009 sur Orange Cinénovo
- Québec : 13 mai 2010 sur Radio-Canada

- Royaume-Uni : 1,09 million de téléspectateurs (première diffusion)

- Sinead Keenan (Nina)
- Jason Watkins (Herrick))